# ГЕС Huáguāngtán I
ГЕС Huáguāngtán I (华光潭一级水电站) — гідроелектростанція на сході Китаю у провінції Чжецзян. Знаходячись перед ГЕС Huáguāngtán II (25 МВт), становить верхній ступінь каскаду на річці Jùxī, лівій притоці Changhua, котра в свою чергу є лівою притокою Фучун (впадає до Східнокитайського моря у місті Ханчжоу). 
В межах проекту річку перекрили бетоною арковою греблею висотою 104 метра та довжиною 228 метрів. Вона утримує водосховище з площею поверхні 2,9 км2 та об’ємом 64,2 млн м3 (корисний об’єм 51,4 млн м3), в якому припустиме коливання рівня у операційному режимі між позначками 414 та 444 метра НРМ (під час повені рівень може зростати до 449,8 метра НРМ, а об’єм – до 82,6 млн м3). 
Зі сховища через правобережний гірський масив проклали дериваційну трасу довжиною 8,4 км, основну частину якої складає тунель з діаметром 4,9 метра. Машинний зал обладнали двома турбінами типу Френсіс потужністю по 30 МВт, які забезпечують виробництво 127 млн кВт-год електроенергії на рік.
Видач продукції відбувається по ЛЕП, розрахованій на роботу під напругою 110 кВ.
Під час спорудження комплексу використали 210 тис м3 бетону та здійснили виїмку 0,56 млн м3 породи (в тому числі 0,21 млн м3 при спорудженні тунелів).